# Liga Campionilor EHF Feminin 2023-2024 - faza grupelor
Acest articol descrie faza grupelor a Ligii Campionilor EHF Feminin 2023-2024, care s-a desfășurat între 9/10 septembrie 2023 și 17/18 februarie 2024. La finalul ei, 12 echipe au avansat în fazele eliminatorii ale competiției.

## Distribuția în urnele valorice
Distribuția echipelor în urnele valorice a fost anunțată pe 23 iunie 2023. Federația Europeană de Handbal a modificat procedurile de alocare în urne pentru a evita ca unele din echipele provenite din aceeași țară să fie extrase în aceeași grupă preliminară. Din acest motiv, în urnele 1 și a 3-a au fost distribuite cinci echipe, în urna a 2-a patru echipe, respectiv doar două echipe în urna a 4-a. Drept urmare, echipele provenite din Danemarca, Franța, România și Ungaria din urnele 1 și a 2-a nu s-au întâlnit în faza grupelor cu echipe provenite din aceeași țară. Regula nu s-a aplicat însă și echipelor din Danemarca și Ungaria distribuite în urna a 4-a.
| Urna 1                                                                         | Urna a 2-a                                                                         | Urna a 3-a                                                              | Urna a 4-a                     |
| ------------------------------------------------------------------------------ | ---------------------------------------------------------------------------------- | ----------------------------------------------------------------------- | ------------------------------ |
| Vipers Kristiansand Győri Audi ETO KC Metz Handball Team Esbjerg CSM București | FTC-Rail Cargo Hungaria Brest Bretagne Handball Odense Håndbold CS Rapid București | RK Krim Budućnost BEMAX SG BBM Bietigheim IK Sävehof MKS Zagłębie Lubin | Ikast Håndbold DVSC Schaeffler |

## Tragerea la sorți
Tragerea la sorți a fost efectuată pe 27 iunie 2023, de la ora locală 11:00, la sediul EHF de la Viena, Austria, și a fost transmisă în direct pe canalul ehfTV, pe canalul YouTube Home of Handball și pe contul de Facebook al Ligii Campionilor EHF, fiind acoperită și pe rețelele de socializare Twitter și Instagram.

## Format
Partidele s-au desfășurat după sistemul fiecare cu fiecare, cu meciuri pe teren propriu și în deplasare.

## Departajare
În faza grupelor, echipele au fost departajate pe bază de punctaj (2 puncte pentru victorie, 1 punct pentru meci egal, 0 puncte pentru înfrângere). La terminarea fazei grupelor, acolo unde două sau mai multe echipe dintr-o grupă au acumulat același număr de puncte, departajarea lor s-a făcut conform capitolului 4.3, secțiunea 4.3.1.1 din regulament, ținând cont de următoarele criterii și în următoarea ordine:
1. Cel mai mare număr de puncte obținute în meciurile directe;
2. Golaveraj superior în meciurile directe;
3. Cel mai mare număr de goluri înscrise în meciurile directe (sau în meciul din deplasare, în cazul sistemului tur-retur);
4. Golaveraj superior în toate meciurile din grupă;
5. Cel mai bun golaveraj pozitiv în toate meciurile din grupă;

Regulamentul preciza că, după folosirea criteriilor de mai sus pentru a determina locul uneia din echipele cu punctaj egal, criteriile urmau să fie din nou folosite în aceeași ordine până la determinarea locurilor tuturor echipelor. În situația în care echipele ar fi rămas la egalitate și după folosirea criteriilor de mai sus, atunci Federația Europeană de Handbal ar fi urmat să ia o decizie de departajare prin tragere la sorți.
În timpul fazei grupelor, doar criteriile 4–5 s-au folosit pentru a determina clasamentul provizoriu al echipelor.

## Grupele
Meciurile au fost prevăzute să se desfășoare pe 9-10 septembrie 2023, 16–17 septembrie, 23–24 septembrie, 30 septembrie–1 octombrie, 21–22 octombrie, 28–29 octombrie, 11-12 noiembrie, 18-19 noiembrie, 6-7 ianuarie 2024, 13-14 ianuarie, 20-21 ianuarie, 3–4 februarie, 10-11 februarie și 17-18 februarie 2024.

### Grupa A
| Loc | Echipa                  | MJ | V  | E | Î  | GM  | GP  | DG   | Pct | Calificare           |
| --- | ----------------------- | -- | -- | - | -- | --- | --- | ---- | --- | -------------------- |
| 1   | Győri Audi ETO KC       | 14 | 11 | 1 | 2  | 432 | 356 | +76  | 23  | Sferturile de finală |
| 2   | Odense Håndbold         | 14 | 10 | 1 | 3  | 461 | 359 | +102 | 21  | Sferturile de finală |
| 3   | Brest Bretagne Handball | 14 | 7  | 3 | 4  | 399 | 367 | +32  | 17  | Playoff              |
| 4   | CSM București           | 14 | 8  | 1 | 5  | 414 | 366 | +48  | 17  | Playoff              |
| 5   | DVSC Schaeffler         | 14 | 7  | 1 | 6  | 394 | 414 | −20  | 15  | Playoff              |
| 6   | SG BBM Bietigheim       | 14 | 7  | 0 | 7  | 414 | 402 | +12  | 14  | Playoff              |
| 7   | Budućnost BEMAX         | 14 | 2  | 1 | 11 | 311 | 433 | −122 | 5   |                      |
| 8   | IK Sävehof              | 14 | 0  | 0 | 14 | 342 | 470 | −128 | 0   |                      |

1. 1 2  Brest 54–49 București

| 9 septembrie 2023 18:00 | DVSC Schaeffler | 32 – 29 | IK Sävehof        | Hódos Imre Rendezvénycsarnok, Debrețin Asistență: 1500 Arbitri: Backović, Palačković |
| 9 septembrie 2023 18:00 | Vámos 6         | (18–13) | patru jucătoare 5 | Hódos Imre Rendezvénycsarnok, Debrețin Asistență: 1500 Arbitri: Backović, Palačković |
| 9 septembrie 2023 18:00 | 4× 1×           | Raport  | 5×                | Hódos Imre Rendezvénycsarnok, Debrețin Asistență: 1500 Arbitri: Backović, Palačković |

| 9 septembrie 2023 18:00 | CSM București | 28 – 24 | Odense Håndbold | Sala Polivalentă, București Asistență: 4000 Arbitri: Praštalo, Balvan |
| 9 septembrie 2023 18:00 | Neagu 8       | (16–10) | Aardahl 7       | Sala Polivalentă, București Asistență: 4000 Arbitri: Praštalo, Balvan |
| 9 septembrie 2023 18:00 | 3×            | Raport  | 2×              | Sala Polivalentă, București Asistență: 4000 Arbitri: Praštalo, Balvan |

| 10 septembrie 2023 14:00 | Budućnost BEMAX | 22 – 27 | SG BBM Bietigheim       | Centrul Sportiv Morača, Podgorica Asistență: 900 Arbitri: Gasmi, Gasmi |
| 10 septembrie 2023 14:00 | Raičević 5      | (10–11) | Karolina Kudłacz-Gloc 7 | Centrul Sportiv Morača, Podgorica Asistență: 900 Arbitri: Gasmi, Gasmi |
| 10 septembrie 2023 14:00 | 4×              | Raport  | 2× 1×                   | Centrul Sportiv Morača, Podgorica Asistență: 900 Arbitri: Gasmi, Gasmi |

| 10 septembrie 2023 16:00 | Brest Bretagne Handball | 23 – 24 | Győri Audi ETO KC | Brest Arena, Brest Asistență: 3552 Arbitri: Braseth, Sundet |
| 10 septembrie 2023 16:00 | Maslova 6               | (14–16) | Gros 6            | Brest Arena, Brest Asistență: 3552 Arbitri: Braseth, Sundet |
| 10 septembrie 2023 16:00 | 1×                      | Raport  | 4×                | Brest Arena, Brest Asistență: 3552 Arbitri: Braseth, Sundet |

| 16 septembrie 2023 16:00 | IK Sävehof            | 20 – 25 | Brest Bretagne Handball | Partille Arena, Partille Asistență: 1200 Arbitri: Lidacka, Lesiak |
| 16 septembrie 2023 16:00 | Kylberg, Mihailovic 4 | (9–15)  | Maslova 5               | Partille Arena, Partille Asistență: 1200 Arbitri: Lidacka, Lesiak |
| 16 septembrie 2023 16:00 | 3× 1×                 | Raport  | 1×                      | Partille Arena, Partille Asistență: 1200 Arbitri: Lidacka, Lesiak |

| 16 septembrie 2023 16:00 | Győri Audi ETO KC | 35 – 23 | DVSC Schaeffler         | Audi Aréna, Győr Asistență: 3094 Arbitri: Antić, Jakovljević |
| 16 septembrie 2023 16:00 | Hovden 6          | (14–10) | Csernyánszki, Jovović 4 | Audi Aréna, Győr Asistență: 3094 Arbitri: Antić, Jakovljević |
| 16 septembrie 2023 16:00 | 3×                | Raport  | 3× 1×                   | Audi Aréna, Győr Asistență: 3094 Arbitri: Antić, Jakovljević |

| 16 septembrie 2023 18:00 | Odense Håndbold | 39 – 24 | Budućnost BEMAX     | Sydbank Arena, Odense Asistență: 1973 Arbitri: Duplîi, Pobedrina |
| 16 septembrie 2023 18:00 | van Wetering    | (25–8)  | Kadović, Raičević 5 | Sydbank Arena, Odense Asistență: 1973 Arbitri: Duplîi, Pobedrina |
| 16 septembrie 2023 18:00 | 5× 2×           | Raport  | 3×                  | Sydbank Arena, Odense Asistență: 1973 Arbitri: Duplîi, Pobedrina |

| 17 septembrie 2023 14:00 | SG BBM Bietigheim | 26 – 24 | CSM București | Halle am Viadukt, Bietigheim-Bissingen Asistență: 1753 Arbitri: Doicinov, Gorețov |
| 17 septembrie 2023 14:00 | X. Smits 7        | (14–12) | Neagu 5       | Halle am Viadukt, Bietigheim-Bissingen Asistență: 1753 Arbitri: Doicinov, Gorețov |
| 17 septembrie 2023 14:00 | 4× 1×             | Raport  | 1×            | Halle am Viadukt, Bietigheim-Bissingen Asistență: 1753 Arbitri: Doicinov, Gorețov |

| 23 septembrie 2023 17:00 | CSM București | 23 – 27 | Győri Audi ETO KC | Sala Polivalentă, București Asistență: 3500 Arbitri: Merz, Kuttler |
| 23 septembrie 2023 17:00 | Neagu 5       | (12–14) | Dale 7            | Sala Polivalentă, București Asistență: 3500 Arbitri: Merz, Kuttler |
| 23 septembrie 2023 17:00 | 2×            | Raport  | 1×                | Sala Polivalentă, București Asistență: 3500 Arbitri: Merz, Kuttler |

| 24 septembrie 2023 14:00 | Budućnost BEMAX | 31 – 30 | IK Sävehof | Centrul Sportiv Morača, Podgorica Asistență: 1000 Arbitri: Bolic, Hurich |
| 24 septembrie 2023 14:00 | Godec 6         | (17–16) | Jensen 6   | Centrul Sportiv Morača, Podgorica Asistență: 1000 Arbitri: Bolic, Hurich |
| 24 septembrie 2023 14:00 | 1×              | Raport  | 1×         | Centrul Sportiv Morača, Podgorica Asistență: 1000 Arbitri: Bolic, Hurich |

| 24 septembrie 2023 14:00 | DVSC Schaeffler | 26 – 36 | SG BBM Bietigheim | Hódos Imre Rendezvénycsarnok, Debrețin Asistență: 2000 Arbitri: Budzák, Záhradník |
| 24 septembrie 2023 14:00 | Töpfner 5       | (12–18) | X. Smits 8        | Hódos Imre Rendezvénycsarnok, Debrețin Asistență: 2000 Arbitri: Budzák, Záhradník |
| 24 septembrie 2023 14:00 | 9×              | Raport  | 6× 1×             | Hódos Imre Rendezvénycsarnok, Debrețin Asistență: 2000 Arbitri: Budzák, Záhradník |

| 24 septembrie 2023 16:00 | Brest Bretagne Handball | 25 – 26 | Odense Håndbold | Brest Arena, Brest Asistență: 3510 Arbitri: Sekulić, Jovandić |
| 24 septembrie 2023 16:00 | Maslova 5               | (11–13) | Deila 8         | Brest Arena, Brest Asistență: 3510 Arbitri: Sekulić, Jovandić |
| 24 septembrie 2023 16:00 | 2× 1×                   | Raport  | 5× 2×           | Brest Arena, Brest Asistență: 3510 Arbitri: Sekulić, Jovandić |

| 30 septembrie 2023 16:00 | Odense Håndbold | 33 – 30 | DVSC Schaeffler | Sydbank Arena, Odense Asistență: 1987 Arbitri: Braseth, Sundet |
| 30 septembrie 2023 16:00 | Aardahl 7       | (17–14) | Kácsor 10       | Sydbank Arena, Odense Asistență: 1987 Arbitri: Braseth, Sundet |
| 30 septembrie 2023 16:00 | 6× 1×           | Raport  | 6× 1×           | Sydbank Arena, Odense Asistență: 1987 Arbitri: Braseth, Sundet |

| 30 septembrie 2023 16:00 | SG BBM Bietigheim | 34 – 30 | Brest Bretagne Handball | MHP Arena, Ludwigsburg Asistență: 1651 Arbitri: Backović, Palačković |
| 30 septembrie 2023 16:00 | Kudłacz-Gloc 14   | (17–16) | Lassource 8             | MHP Arena, Ludwigsburg Asistență: 1651 Arbitri: Backović, Palačković |
| 30 septembrie 2023 16:00 | 3× 1×             | Raport  | 4× 2× 1×                | MHP Arena, Ludwigsburg Asistență: 1651 Arbitri: Backović, Palačković |

| 1 octombrie 2023 14:00 | IK Sävehof        | 26 – 41 | CSM București      | Partille Arena, Partille Asistență: 1215 Arbitri: Duplîi, Pobedrina |
| 1 octombrie 2023 14:00 | patru jucătoare 4 | (11–12) | Arntzen, Ingstad 6 | Partille Arena, Partille Asistență: 1215 Arbitri: Duplîi, Pobedrina |
| 1 octombrie 2023 14:00 | 3×                | Raport  | 1×                 | Partille Arena, Partille Asistență: 1215 Arbitri: Duplîi, Pobedrina |

| 1 octombrie 2023 16:00 | Győri Audi ETO KC | 37 – 19 | Budućnost BEMAX | Audi Aréna, Győr Asistență: 3791 Arbitri: Sîrbu, Serdiuc |
| 1 octombrie 2023 16:00 | Gros 9            | (23–8)  | Raičević 4      | Audi Aréna, Győr Asistență: 3791 Arbitri: Sîrbu, Serdiuc |
| 1 octombrie 2023 16:00 | 2×                | Raport  | 2× 1×           | Audi Aréna, Győr Asistență: 3791 Arbitri: Sîrbu, Serdiuc |

| 21 octombrie 2023 16:00 | DVSC Schaeffler | 27 – 20 | Budućnost BEMAX             | Hódos Imre Rendezvénycsarnok, Debrețin Asistență: 1700 Arbitri: Konjičanin, Konjičanin |
| 21 octombrie 2023 16:00 | Töpfner 10      | (12–10) | de Castro, Godeč, Niakaté 5 | Hódos Imre Rendezvénycsarnok, Debrețin Asistență: 1700 Arbitri: Konjičanin, Konjičanin |
| 21 octombrie 2023 16:00 | 4× 1×           | Raport  | 7× 1×                       | Hódos Imre Rendezvénycsarnok, Debrețin Asistență: 1700 Arbitri: Konjičanin, Konjičanin |

| 21 octombrie 2023 17:00 | CSM București | 28 – 30 | Brest Bretagne Handball | Sala Polivalentă, București Asistență: 2000 Arbitri: Barysas, Petrušis |
| 21 octombrie 2023 17:00 | Neagu 8       | (16–17) | Maslova, Toublanc 7     | Sala Polivalentă, București Asistență: 2000 Arbitri: Barysas, Petrušis |
| 21 octombrie 2023 17:00 | 3×            | Raport  | 5× 1×                   | Sala Polivalentă, București Asistență: 2000 Arbitri: Barysas, Petrušis |

| 21 octombrie 2023 18:00 | Győri Audi ETO KC | 32 – 29 | Odense Håndbold       | Audi Aréna, Győr Asistență: 5007 Arbitri: Doicinov, Gorețov |
| 21 octombrie 2023 18:00 | Oftedal 10        | (16–12) | Aardahl, Halilcevic 6 | Audi Aréna, Győr Asistență: 5007 Arbitri: Doicinov, Gorețov |
| 21 octombrie 2023 18:00 | 1×                | Raport  | 4×                    | Audi Aréna, Győr Asistență: 5007 Arbitri: Doicinov, Gorețov |

| 22 octombrie 2023 14:00 | SG BBM Bietigheim | 30 – 21 | IK Sävehof  | MHP Arena, Ludwigsburg Asistență: 821 Arbitri: Braseth, Sundet |
| 22 octombrie 2023 14:00 | Kudłacz-Gloc 6    | (16–7)  | Mellegård 5 | MHP Arena, Ludwigsburg Asistență: 821 Arbitri: Braseth, Sundet |
| 22 octombrie 2023 14:00 | 2×                | Raport  | 2×          | MHP Arena, Ludwigsburg Asistență: 821 Arbitri: Braseth, Sundet |

| 28 octombrie 2023 16:00 | DVSC Schaeffler | 31 – 24 | Brest Bretagne Handball | Hódos Imre Rendezvénycsarnok, Debrețin Asistență: 1500 Arbitri: Covalciuc, Covalciuc |
| 28 octombrie 2023 16:00 | Töpfner 7       | (15–14) | Maslova 9               | Hódos Imre Rendezvénycsarnok, Debrețin Asistență: 1500 Arbitri: Covalciuc, Covalciuc |
| 28 octombrie 2023 16:00 | 4× 1×           | Raport  | 1×                      | Hódos Imre Rendezvénycsarnok, Debrețin Asistență: 1500 Arbitri: Covalciuc, Covalciuc |

| 29 octombrie 2023 14:00 | IK Sävehof | 26 – 29 | Győri Audi ETO KC | Partille Arena, Partille Asistență: 1047 Arbitri: Bočáková, Jánošíková |
| 29 octombrie 2023 14:00 | Koppang 7  | (8–13)  | patru jucătoare 5 | Partille Arena, Partille Asistență: 1047 Arbitri: Bočáková, Jánošíková |
| 29 octombrie 2023 14:00 | 2×         | Raport  | 4× 1×             | Partille Arena, Partille Asistență: 1047 Arbitri: Bočáková, Jánošíková |

| 29 octombrie 2023 16:00 | Odense Håndbold | 42 – 29 | SG BBM Bietigheim | Sydbank Arena, Odense Asistență: 2236 Arbitri: Lah, Sok |
| 29 octombrie 2023 16:00 | Aardahl 8       | (18–14) | Döll 6            | Sydbank Arena, Odense Asistență: 2236 Arbitri: Lah, Sok |
| 29 octombrie 2023 16:00 | 5× 3×           | Raport  | 4× 1×             | Sydbank Arena, Odense Asistență: 2236 Arbitri: Lah, Sok |

| 29 octombrie 2023 16:00 | Budućnost BEMAX | 24 – 29 | CSM București                | Centrul Sportiv Morača, Podgorica Asistență: 1100 Arbitri: Metalari, Nikolovski |
| 29 octombrie 2023 16:00 | Vukčević 7      | (12–17) | Ingstad, Kobylińska, Neagu 6 | Centrul Sportiv Morača, Podgorica Asistență: 1100 Arbitri: Metalari, Nikolovski |
| 29 octombrie 2023 16:00 | 1×              | Raport  | 4×                           | Centrul Sportiv Morača, Podgorica Asistență: 1100 Arbitri: Metalari, Nikolovski |

| 11 noiembrie 2023 16:00 | IK Sävehof | 20 – 44 | Odense Håndbold | Partille Arena, Partille Asistență: 940 Arbitri: Ilieva, Karbeska |
| 11 noiembrie 2023 16:00 | Blomst 4   | (11–21) | Halilcevic 9    | Partille Arena, Partille Asistență: 940 Arbitri: Ilieva, Karbeska |
| 11 noiembrie 2023 16:00 | 5× 1×      | Raport  | 2× 1×           | Partille Arena, Partille Asistență: 940 Arbitri: Ilieva, Karbeska |

| 11 noiembrie 2023 18:00 | Brest Bretagne Handball | 20 – 20 | Budućnost BEMAX | Brest Arena, Brest Asistență: 3600 Arbitri: Lovin, Stancu |
| 11 noiembrie 2023 18:00 | Maslova 6               | (9–9)   | Godeč 6         | Brest Arena, Brest Asistență: 3600 Arbitri: Lovin, Stancu |
| 11 noiembrie 2023 18:00 | 3× 2× 1×                | Raport  | 5×              | Brest Arena, Brest Asistență: 3600 Arbitri: Lovin, Stancu |

| 11 noiembrie 2023 19:00 | CSM București | 29 – 29 | DVSC Schaeffler | Sala Polivalentă, București Asistență: 2500 Arbitri: Carmaux, Mursch |
| 11 noiembrie 2023 19:00 | Neagu 9       | (17–14) | Vámos 7         | Sala Polivalentă, București Asistență: 2500 Arbitri: Carmaux, Mursch |
| 11 noiembrie 2023 19:00 | 3×            | Raport  | 2×              | Sala Polivalentă, București Asistență: 2500 Arbitri: Carmaux, Mursch |

| 11 noiembrie 2023 20:00 | SG BBM Bietigheim   | 26 – 34 | Győri Audi ETO KC | MHP Arena, Ludwigsburg Asistență: 3043 Arbitri: Vujačić, Kažanegra |
| 11 noiembrie 2023 20:00 | Gassama, Hvenfelt 4 | (10–12) | Nze Minko 7       | MHP Arena, Ludwigsburg Asistență: 3043 Arbitri: Vujačić, Kažanegra |
| 11 noiembrie 2023 20:00 | 4× 1×               | Raport  | 3× 1×             | MHP Arena, Ludwigsburg Asistență: 3043 Arbitri: Vujačić, Kažanegra |

| 18 noiembrie 2023 16:00 | Odense Håndbold | 40 – 22 | IK Sävehof           | Sydbank Arena, Odense Asistență: 2102 Arbitri: Christidi, Papamattheou |
| 18 noiembrie 2023 16:00 | Halilcevic 7    | (21–11) | Koppang, Mellegård 3 | Sydbank Arena, Odense Asistență: 2102 Arbitri: Christidi, Papamattheou |
| 18 noiembrie 2023 16:00 | 2×              | Raport  | 4×                   | Sydbank Arena, Odense Asistență: 2102 Arbitri: Christidi, Papamattheou |

| 18 noiembrie 2023 16:00 | DVSC Schaeffler | 23 – 30 | CSM București | Hódos Imre Rendezvénycsarnok, Debrețin Asistență: 2200 Arbitri: Hatipoğlu, Şimşek |
| 18 noiembrie 2023 16:00 | Planéta 6       | (9–15)  | Stoica 8      | Hódos Imre Rendezvénycsarnok, Debrețin Asistență: 2200 Arbitri: Hatipoğlu, Şimşek |
| 18 noiembrie 2023 16:00 | 4× 1×           | Raport  | 5× 1×         | Hódos Imre Rendezvénycsarnok, Debrețin Asistență: 2200 Arbitri: Hatipoğlu, Şimşek |

| 18 noiembrie 2023 18:00 | Győri Audi ETO KC | 31 – 29 | SG BBM Bietigheim        | Audi Aréna, Győr Asistență: 4612 Arbitri: Barysas, Petrušis |
| 18 noiembrie 2023 18:00 | De Paula 8        | (13–17) | Kudłacz-Gloc, X. Smits 5 | Audi Aréna, Győr Asistență: 4612 Arbitri: Barysas, Petrušis |
| 18 noiembrie 2023 18:00 | 1×                | Raport  | 3× 2×                    | Audi Aréna, Győr Asistență: 4612 Arbitri: Barysas, Petrušis |

| 18 noiembrie 2023 18:00 | Budućnost BEMAX | 21 – 34 | Brest Bretagne Handball | Centrul Sportiv Morača, Podgorica Asistență: 1200 Arbitri: Doicinov, Gorețov |
| 18 noiembrie 2023 18:00 | Ivanović 6      | (10–19) | Maslova 6               | Centrul Sportiv Morača, Podgorica Asistență: 1200 Arbitri: Doicinov, Gorețov |
| 18 noiembrie 2023 18:00 | 4×              | Raport  | 2×                      | Centrul Sportiv Morača, Podgorica Asistență: 1200 Arbitri: Doicinov, Gorețov |

| 6 ianuarie 2024 16:00 | Győri Audi ETO KC | 39 – 20 | IK Sävehof | Audi Aréna, Győr Asistență: 4285 Arbitri: Weijmans, Wolbertus |
| 6 ianuarie 2024 16:00 | Kristiansen 6     | (19–7)  | Karlsson 4 | Audi Aréna, Győr Asistență: 4285 Arbitri: Weijmans, Wolbertus |
| 6 ianuarie 2024 16:00 | 1×                | Raport  | 1×         | Audi Aréna, Győr Asistență: 4285 Arbitri: Weijmans, Wolbertus |

| 6 ianuarie 2024 18:00 | Brest Bretagne Handball | 38 – 28 | DVSC Schaeffler   | Brest Arena, Brest Asistență: 4152 Arbitri: Merisi, Pepe |
| 6 ianuarie 2024 18:00 | Cabral Barbosa 9        | (19–14) | patru jucătoare 4 | Brest Arena, Brest Asistență: 4152 Arbitri: Merisi, Pepe |
| 6 ianuarie 2024 18:00 | 2×                      | Raport  | 3×                | Brest Arena, Brest Asistență: 4152 Arbitri: Merisi, Pepe |

| 7 ianuarie 2024 16:00 | SG BBM Bietigheim | 25 – 28 | Odense Håndbold       | MHP Arena, Ludwigsburg Asistență: 2878 Arbitri: Altmár, Horváth |
| 7 ianuarie 2024 16:00 | X. Smits 6        | (10–11) | Elver, Van Wetering 6 | MHP Arena, Ludwigsburg Asistență: 2878 Arbitri: Altmár, Horváth |
| 7 ianuarie 2024 16:00 | 2× 1×             | Raport  | 1× 2×                 | MHP Arena, Ludwigsburg Asistență: 2878 Arbitri: Altmár, Horváth |

| 7 ianuarie 2024 17:00 | CSM București | 44 – 26 | Budućnost BEMAX | Sala Polivalentă, București Asistență: 4300 Arbitri: Lončar, Lončar |
| 7 ianuarie 2024 17:00 | Ingstad 8     | (24–15) | Niakaté 6       | Sala Polivalentă, București Asistență: 4300 Arbitri: Lončar, Lončar |
| 7 ianuarie 2024 17:00 | 3×            | Raport  | 3×              | Sala Polivalentă, București Asistență: 4300 Arbitri: Lončar, Lončar |

| 13 ianuarie 2024 16:00 | IK Sävehof   | 29 – 33 | SG BBM Bietigheim               | Partille Arena, Partille Asistență: 437 Arbitri: Praštalo, Balvan |
| 13 ianuarie 2024 16:00 | Mihailovic 6 | (15–14) | Andersson, Kudłacz-Gloc, Malá 5 | Partille Arena, Partille Asistență: 437 Arbitri: Praštalo, Balvan |
| 13 ianuarie 2024 16:00 | 1× 2×        | Raport  | 3× 1×                           | Partille Arena, Partille Asistență: 437 Arbitri: Praštalo, Balvan |

| 13 ianuarie 2024 18:00 | Odense Håndbold | 30 – 31 | Győri Audi ETO KC | Sydbank Arena, Odense Asistență: 2296 Arbitri: Backović, Palačković |
| 13 ianuarie 2024 18:00 | Aardahl 8       | (13–15) | Nze Minko, Ryu 6  | Sydbank Arena, Odense Asistență: 2296 Arbitri: Backović, Palačković |
| 13 ianuarie 2024 18:00 | 3× 1×           | Raport  | 4× 1×             | Sydbank Arena, Odense Asistență: 2296 Arbitri: Backović, Palačković |

| 14 ianuarie 2024 16:00 | Budućnost BEMAX | 21 – 27 | DVSC Schaeffler | Centrul Sportiv Morača, Podgorica Asistență: 1020 Arbitri: Mata, López |
| 14 ianuarie 2024 16:00 | Niakaté 8       | (11–11) | Kácsor 9        | Centrul Sportiv Morača, Podgorica Asistență: 1020 Arbitri: Mata, López |
| 14 ianuarie 2024 16:00 | 3×              | Raport  | 1×              | Centrul Sportiv Morača, Podgorica Asistență: 1020 Arbitri: Mata, López |

| 14 ianuarie 2024 18:00 | Brest Bretagne Handball | 24 – 21 | CSM București | Brest Arena, Brest Asistență: 4205 Arbitri: Budzák, Záhradník |
| 14 ianuarie 2024 18:00 | Coatanea 7              | (13–10) | Arntzen 5     | Brest Arena, Brest Asistență: 4205 Arbitri: Budzák, Záhradník |
| 14 ianuarie 2024 18:00 | 2×                      | Raport  | 1×            | Brest Arena, Brest Asistență: 4205 Arbitri: Budzák, Záhradník |

| 20 ianuarie 2024 16:00 | DVSC Schaeffler | 22 – 35 | Odense Håndbold | Hódos Imre Rendezvénycsarnok, Debrețin Asistență: 2000 Arbitri: Vranes, Wenninger |
| 20 ianuarie 2024 16:00 | Kácsor 9        | (12–15) | Højlund 7       | Hódos Imre Rendezvénycsarnok, Debrețin Asistență: 2000 Arbitri: Vranes, Wenninger |
| 20 ianuarie 2024 16:00 | 5× 2×           | Raport  | 2×              | Hódos Imre Rendezvénycsarnok, Debrețin Asistență: 2000 Arbitri: Vranes, Wenninger |

| 20 ianuarie 2024 18:00 | Brest Bretagne Handball | 37 – 30 | SG BBM Bietigheim | Brest Arena, Brest Asistență: 4258 Arbitri: Duplîi, Pobedrina |
| 20 ianuarie 2024 18:00 | Maslova 9               | (13–17) | Döll 6            | Brest Arena, Brest Asistență: 4258 Arbitri: Duplîi, Pobedrina |
| 20 ianuarie 2024 18:00 | 4× 1×                   | Raport  | 4×                | Brest Arena, Brest Asistență: 4258 Arbitri: Duplîi, Pobedrina |

| 20 ianuarie 2024 20:00 | Budućnost BEMAX              | 21 – 29 | Győri Audi ETO KC | Centrul Sportiv Morača, Podgorica Asistență: 750 Arbitri: Hatipoğlu, Şimşek |
| 20 ianuarie 2024 20:00 | Godeč, Marković, Pavićević 4 | (13–17) | Gros 5            | Centrul Sportiv Morača, Podgorica Asistență: 750 Arbitri: Hatipoğlu, Şimşek |
| 20 ianuarie 2024 20:00 | 3× 2×                        | Raport  | 2×                | Centrul Sportiv Morača, Podgorica Asistență: 750 Arbitri: Hatipoğlu, Şimşek |

| 21 ianuarie 2024 17:00 | CSM București         | 35 – 26 | IK Sävehof | Sala Polivalentă, București Asistență: 3130 Arbitri: Sekulić, Jovandić |
| 21 ianuarie 2024 17:00 | Dindiligan, Ingstad 7 | (18–10) | Sembe 6    | Sala Polivalentă, București Asistență: 3130 Arbitri: Sekulić, Jovandić |
| 21 ianuarie 2024 17:00 |                       | Raport  | 2×         | Sala Polivalentă, București Asistență: 3130 Arbitri: Sekulić, Jovandić |

| 2 februarie 2024 20:45 | IK Sävehof | 23 – 27 | Budućnost BEMAX | Partille Arena, Partille Asistență: 453 Arbitri: Altmar, Horváth |
| 2 februarie 2024 20:45 | Jensen 6   | (12–13) | Godeč 9         | Partille Arena, Partille Asistență: 453 Arbitri: Altmar, Horváth |
| 2 februarie 2024 20:45 | 4×         | Raport  | 2×              | Partille Arena, Partille Asistență: 453 Arbitri: Altmar, Horváth |

| 3 februarie 2024 16:00 | Odense Håndbold | 29 – 29 | Brest Bretagne Handball | Sydbank Arena, Odense Asistență: 2103 Arbitri: Vujačić, Kažanegra |
| 3 februarie 2024 16:00 | Højlund 7       | (14–14) | Lassource 6             | Sydbank Arena, Odense Asistență: 2103 Arbitri: Vujačić, Kažanegra |
| 3 februarie 2024 16:00 | 3× 1×           | Raport  | 3× 1×                   | Sydbank Arena, Odense Asistență: 2103 Arbitri: Vujačić, Kažanegra |

| 3 februarie 2024 18:00 | Győri Audi ETO KC           | 24 – 26 | CSM București | Audi Aréna, Győr Asistență: 5038 Arbitri: Braseth, Sundet |
| 3 februarie 2024 18:00 | Győri-Lukács, Kristiansen 6 | (9–15)  | Zaadi 8       | Audi Aréna, Győr Asistență: 5038 Arbitri: Braseth, Sundet |
| 3 februarie 2024 18:00 | 1×                          | Raport  | 1×            | Audi Aréna, Győr Asistență: 5038 Arbitri: Braseth, Sundet |

| 4 februarie 2024 14:00 | SG BBM Bietigheim | 28 – 31 | DVSC Schaeffler | MHP Arena, Ludwigsburg Asistență: 2267 Arbitri: Ilieva, Karbeska |
| 4 februarie 2024 14:00 | Döll 9            | (15–13) | Kácsor 7        | MHP Arena, Ludwigsburg Asistență: 2267 Arbitri: Ilieva, Karbeska |
| 4 februarie 2024 14:00 | 2×                | Raport  | 2× 1×           | MHP Arena, Ludwigsburg Asistență: 2267 Arbitri: Ilieva, Karbeska |

| 10 februarie 2024 18:00 | Budućnost BEMAX | 17 – 33 | Odense Håndbold | Centrul Sportiv Morača, Podgorica Asistență: 530 Arbitri: Lovin, Stancu |
| 10 februarie 2024 18:00 | Vukčević 7      | (13–16) | Hansen 7        | Centrul Sportiv Morača, Podgorica Asistență: 530 Arbitri: Lovin, Stancu |
| 10 februarie 2024 18:00 | 3× 1×           | Raport  | 2×              | Centrul Sportiv Morača, Podgorica Asistență: 530 Arbitri: Lovin, Stancu |

| 10 februarie 2024 18:00 | DVSC Schaeffler | 29 – 28 | Győri Audi ETO KC | Hódos Imre Rendezvénycsarnok, Debrețin Asistență: 2100 Arbitri: Praštalo, Balvan |
| 10 februarie 2024 18:00 | Jovović 5       | (14–14) | Nze Minko 6       | Hódos Imre Rendezvénycsarnok, Debrețin Asistență: 2100 Arbitri: Praštalo, Balvan |
| 10 februarie 2024 18:00 | 1× 2×           | Raport  | 3× 1×             | Hódos Imre Rendezvénycsarnok, Debrețin Asistență: 2100 Arbitri: Praštalo, Balvan |

| 11 februarie 2024 17:00 | CSM București | 31 – 28 | SG BBM Bietigheim | Sala Dinamo, București Asistență: 2500 Arbitri: Tzaferopoulos, Bethmann |
| 11 februarie 2024 17:00 | Neagu 6       | (17–10) | Kudłacz-Gloc 6    | Sala Dinamo, București Asistență: 2500 Arbitri: Tzaferopoulos, Bethmann |
| 11 februarie 2024 17:00 | 3× 1×         | Raport  | 2×                | Sala Dinamo, București Asistență: 2500 Arbitri: Tzaferopoulos, Bethmann |

| 11 februarie 2024 18:00 | Brest Bretagne Handball | 28 – 23 | IK Sävehof        | Brest Arena, Brest Asistență: 4125 Arbitri: Hatipoğlu, Şimşek |
| 11 februarie 2024 18:00 | Maslova 8               | (10–9)  | Jensen, Koppang 6 | Brest Arena, Brest Asistență: 4125 Arbitri: Hatipoğlu, Şimşek |
| 11 februarie 2024 18:00 | 1×                      | Raport  | 3× 2×             | Brest Arena, Brest Asistență: 4125 Arbitri: Hatipoğlu, Şimşek |

| 17 februarie 2024 16:00 | SG BBM Bietigheim | 34 – 16 | Budućnost BEMAX | MHP Arena, Ludwigsburg Asistență: 1511 Arbitri: Bočáková, Jánošíková |
| 17 februarie 2024 16:00 | Dulfer 9          | (19–7)  | Vukčević 4      | MHP Arena, Ludwigsburg Asistență: 1511 Arbitri: Bočáková, Jánošíková |
| 17 februarie 2024 16:00 | 1×                | Raport  | 4×              | MHP Arena, Ludwigsburg Asistență: 1511 Arbitri: Bočáková, Jánošíková |

| 17 februarie 2024 18:00 | Győri Audi ETO KC         | 32 – 32 | Brest Bretagne Handball | Audi Aréna, Győr Asistență: 4511 Arbitri: Metalari, Nikolovski |
| 17 februarie 2024 18:00 | Győri-Lukács, Nze Minko 6 | (18–18) | Maslova 8               | Audi Aréna, Győr Asistență: 4511 Arbitri: Metalari, Nikolovski |
| 17 februarie 2024 18:00 | 2×                        | Raport  | 3×                      | Audi Aréna, Győr Asistență: 4511 Arbitri: Metalari, Nikolovski |

| 18 februarie 2024 14:00 | Odense Håndbold  | 29 – 25 | CSM București | Sydbank Arena, Odense Asistență: 2298 Arbitri: Barysas, Petrušis |
| 18 februarie 2024 14:00 | Aagot, Aardahl 5 | (16–11) | Neagu 7       | Sydbank Arena, Odense Asistență: 2298 Arbitri: Barysas, Petrušis |
| 18 februarie 2024 14:00 | 2×               | Raport  | 5×            | Sydbank Arena, Odense Asistență: 2298 Arbitri: Barysas, Petrušis |

| 18 februarie 2024 16:00 | IK Sävehof     | 27 – 36 | DVSC Schaeffler | Partille Arena, Partille Asistență: 428 Arbitri: Fukala, Mohyla |
| 18 februarie 2024 16:00 | Stankiewicz 12 | (14–18) | Töpfner 8       | Partille Arena, Partille Asistență: 428 Arbitri: Fukala, Mohyla |
| 18 februarie 2024 16:00 | 5×             | Raport  | 7×              | Partille Arena, Partille Asistență: 428 Arbitri: Fukala, Mohyla |

### Grupa B
| Loc | Echipa                  | MJ | V  | E | Î  | GM  | GP  | DG   | Pct | Calificare           |
| --- | ----------------------- | -- | -- | - | -- | --- | --- | ---- | --- | -------------------- |
| 1   | Metz Handball           | 14 | 11 | 0 | 3  | 470 | 402 | +68  | 22  | Sferturile de finală |
| 2   | Team Esbjerg            | 14 | 11 | 0 | 3  | 449 | 412 | +37  | 22  | Sferturile de finală |
| 3   | Ikast Håndbold          | 14 | 10 | 1 | 3  | 476 | 435 | +41  | 21  | Playoff              |
| 4   | Vipers Kristiansand     | 14 | 7  | 1 | 6  | 445 | 403 | +42  | 15  | Playoff              |
| 5   | RK Krim Mercator        | 14 | 6  | 1 | 7  | 389 | 384 | +5   | 13  | Playoff              |
| 6   | FTC-Rail Cargo Hungaria | 14 | 4  | 2 | 8  | 387 | 408 | −21  | 10  | Playoff              |
| 7   | CS Rapid București      | 14 | 4  | 1 | 9  | 366 | 399 | −33  | 9   |                      |
| 8   | MKS Zagłębie Lubin      | 14 | 0  | 0 | 14 | 327 | 466 | −139 | 0   |                      |

1. 1 2  Metz 63–60 Esbjerg

| 9 septembrie 2023 16:00 | FTC-Rail Cargo Hungaria | 25 – 38 | Metz Handball | ÉRD Aréna, Érd Asistență: 1400 Arbitri: Barysas, Petrušis |
| 9 septembrie 2023 16:00 | Malestein 9             | (13–19) | Valentini 9   | ÉRD Aréna, Érd Asistență: 1400 Arbitri: Barysas, Petrušis |
| 9 septembrie 2023 16:00 | 5×                      | Raport  | 5× 1×         | ÉRD Aréna, Érd Asistență: 1400 Arbitri: Barysas, Petrušis |

| 9 septembrie 2023 16:00 | Ikast Håndbold                   | 30 – 26 | Vipers Kristiansand | IBF Arena, Ikast Asistență: 1988 Arbitri: Merz, Kuttler |
| 9 septembrie 2023 16:00 | Jeřábková, Mortensen, Skogrand 5 | (12–12) | Knedlíková 7        | IBF Arena, Ikast Asistență: 1988 Arbitri: Merz, Kuttler |
| 9 septembrie 2023 16:00 | 1×                               | Raport  | 2×                  | IBF Arena, Ikast Asistență: 1988 Arbitri: Merz, Kuttler |

| 9 septembrie 2023 18:00 | MKS Zagłębie Lubin | 18 – 36 | RK Krim Mercator  | Hala widowiskowo-sportowa RCS, Lubin Asistență: 3009 Arbitri: Ilieva, Karbeska |
| 9 septembrie 2023 18:00 | Grzyb 5            | (6–19)  | patru jucătoare 5 | Hala widowiskowo-sportowa RCS, Lubin Asistență: 3009 Arbitri: Ilieva, Karbeska |
| 9 septembrie 2023 18:00 | 1×                 | Raport  | 5×                | Hala widowiskowo-sportowa RCS, Lubin Asistență: 3009 Arbitri: Ilieva, Karbeska |

| 10 septembrie 2023 16:00 | Team Esbjerg        | 30 – 28 | CS Rapid București           | Blue Water Dokken, Esbjerg Asistență: 2141 Arbitri: Sekulić, Jovandić |
| 10 septembrie 2023 16:00 | Breistøl, Reistad 6 | (16–12) | Buceschi, Grozav, O. Kanor 5 | Blue Water Dokken, Esbjerg Asistență: 2141 Arbitri: Sekulić, Jovandić |
| 10 septembrie 2023 16:00 | 2× 1×               | Raport  | 4× 1×                        | Blue Water Dokken, Esbjerg Asistență: 2141 Arbitri: Sekulić, Jovandić |

| 16 septembrie 2023 18:00 | Vipers Kristiansand | 37 – 26 | FTC-Rail Cargo Hungaria | Aquarama, Kristiansand Asistență: 1646 Arbitri: Mata, López |
| 16 septembrie 2023 18:00 | Knedlíková 8        | (19–15) | Lekić 10                | Aquarama, Kristiansand Asistență: 1646 Arbitri: Mata, López |
| 16 septembrie 2023 18:00 | 2×                  | Raport  | 5×                      | Aquarama, Kristiansand Asistență: 1646 Arbitri: Mata, López |

| 16 septembrie 2023 19:00 | CS Rapid București | 26 – 25 | MKS Zagłębie Lubin | Sala Polivalentă, București Asistență: 3200 Arbitri: Hatipoğlu, Şimşek |
| 16 septembrie 2023 19:00 | O. Kanor 7         | (12–15) | Górna, Grzyb 5     | Sala Polivalentă, București Asistență: 3200 Arbitri: Hatipoğlu, Şimşek |
| 16 septembrie 2023 19:00 | 5× 1×              | Raport  | 4× 1×              | Sala Polivalentă, București Asistență: 3200 Arbitri: Hatipoğlu, Şimşek |

| 17 septembrie 2023 14:00 | RK Krim Mercator | 33 – 27 | Team Esbjerg | Arena Stožice, Ljubljana Asistență: 1945 Arbitri: Vujačić, Kažanegra |
| 17 septembrie 2023 14:00 | Mavsar 8         | (15–12) | Breistøl 6   | Arena Stožice, Ljubljana Asistență: 1945 Arbitri: Vujačić, Kažanegra |
| 17 septembrie 2023 14:00 | 1×               | Raport  | 2× 1×        | Arena Stožice, Ljubljana Asistență: 1945 Arbitri: Vujačić, Kažanegra |

| 17 septembrie 2023 16:00 | Metz Handball | 36 – 39 | Ikast Håndbold | Les Arènes de Metz, Metz Asistență: 3052 Arbitri: Vranes, Wenninger |
| 17 septembrie 2023 16:00 | Jørgensen 7   | (17–20) | Friis 9        | Les Arènes de Metz, Metz Asistență: 3052 Arbitri: Vranes, Wenninger |
| 17 septembrie 2023 16:00 | 6× 1×         | Raport  | 7× 1×          | Les Arènes de Metz, Metz Asistență: 3052 Arbitri: Vranes, Wenninger |

| 23 septembrie 2023 18:00 | Team Esbjerg | 29 – 27 | Metz Handball | Blue Water Dokken, Esbjerg Asistență: 2037 Arbitri: Lovin, Stancu |
| 23 septembrie 2023 18:00 | Reistad 8    | (16–17) | Burgaard 6    | Blue Water Dokken, Esbjerg Asistență: 2037 Arbitri: Lovin, Stancu |
| 23 septembrie 2023 18:00 | 3× 1×        | Raport  | 1×            | Blue Water Dokken, Esbjerg Asistență: 2037 Arbitri: Lovin, Stancu |

| 23 septembrie 2023 18:00 | MKS Zagłębie Lubin | 20 – 34 | Vipers Kristiansand | Hala widowiskowo-sportowa RCS, Lubin Asistență: 3211 Arbitri: Altmar, Horváth |
| 23 septembrie 2023 18:00 | Michalak 4         | (9–16)  | Viahireva 9         | Hala widowiskowo-sportowa RCS, Lubin Asistență: 3211 Arbitri: Altmar, Horváth |
| 23 septembrie 2023 18:00 | 2×                 | Raport  | 1×                  | Hala widowiskowo-sportowa RCS, Lubin Asistență: 3211 Arbitri: Altmar, Horváth |

| 23 septembrie 2023 18:00 | RK Krim Mercator | 32 – 26 | FTC-Rail Cargo Hungaria | Arena Stožice, Ljubljana Asistență: 3500 Arbitri: Praštalo, Balvan |
| 23 septembrie 2023 18:00 | Dmitrieva 8      | (15–10) | Klujber 8               | Arena Stožice, Ljubljana Asistență: 3500 Arbitri: Praštalo, Balvan |
| 23 septembrie 2023 18:00 | 4×               | Raport  | 2× 1×                   | Arena Stožice, Ljubljana Asistență: 3500 Arbitri: Praštalo, Balvan |

| 24 septembrie 2023 17:00 | CS Rapid București | 27 – 35 | Ikast Håndbold | Sala Polivalentă, București Asistență: 3500 Arbitri: Jović, Arnautović |
| 24 septembrie 2023 17:00 | Grozav 8           | (11–20) | Jeřábková 8    | Sala Polivalentă, București Asistență: 3500 Arbitri: Jović, Arnautović |
| 24 septembrie 2023 17:00 | 4×                 | Raport  | 3×             | Sala Polivalentă, București Asistență: 3500 Arbitri: Jović, Arnautović |

| 30 septembrie 2023 18:00 | Metz Handball | 42 – 26 | MKS Zagłębie Lubin   | Les Arènes de Metz, Metz Asistență: 2939 Arbitri: Vujačić, Kažanegra |
| 30 septembrie 2023 18:00 | Valentini 9   | (22–10) | Michalak, Przywara 6 | Les Arènes de Metz, Metz Asistență: 2939 Arbitri: Vujačić, Kažanegra |
| 30 septembrie 2023 18:00 | 2× 1×         | Raport  | 5×                   | Les Arènes de Metz, Metz Asistență: 2939 Arbitri: Vujačić, Kažanegra |

| 30 septembrie 2023 18:00 | Vipers Kristiansand | 37 – 38 | Team Esbjerg        | Aquarama, Kristiansand Asistență: 2200 Arbitri: Antić, Jakovljević |
| 30 septembrie 2023 18:00 | Viahireva 11        | (15–20) | Breistøl, Reistad 8 | Aquarama, Kristiansand Asistență: 2200 Arbitri: Antić, Jakovljević |
| 30 septembrie 2023 18:00 | 2× 1×               | Raport  | 4×                  | Aquarama, Kristiansand Asistență: 2200 Arbitri: Antić, Jakovljević |

| 30 septembrie 2023 18:00 | FTC-Rail Cargo Hungaria | 24 – 24 | CS Rapid București | ÉRD Aréna, Érd Asistență: 2500 Arbitri: Metalari, Nikolovski |
| 30 septembrie 2023 18:00 | Lekić 6                 | (14–11) | Korsós 6           | ÉRD Aréna, Érd Asistență: 2500 Arbitri: Metalari, Nikolovski |
| 30 septembrie 2023 18:00 | 2× 1×                   | Raport  | 2×                 | ÉRD Aréna, Érd Asistență: 2500 Arbitri: Metalari, Nikolovski |

| 1 octombrie 2023 16:00 | Ikast Håndbold  | 33 – 32 | RK Krim Mercator | IBF Arena, Ikast Asistență: 1860 Arbitri: Mata, López |
| 1 octombrie 2023 16:00 | Bakkerud, Friis | (14–18) | Stanko 9         | IBF Arena, Ikast Asistență: 1860 Arbitri: Mata, López |
| 1 octombrie 2023 16:00 | 2× 1×           | Raport  | 4× 1×            | IBF Arena, Ikast Asistență: 1860 Arbitri: Mata, López |

| 21 octombrie 2023 16:00 | Ikast Håndbold | 41 – 29 | MKS Zagłębie Lubin       | IBF Arena, Ikast Asistență: 1593 Arbitri: Christidi, Papamattheou |
| 21 octombrie 2023 16:00 | Scaglione 10   | (21–15) | Drabik, Kochaniak-Sala 6 | IBF Arena, Ikast Asistență: 1593 Arbitri: Christidi, Papamattheou |
| 21 octombrie 2023 16:00 | 2×             | Raport  | 3×                       | IBF Arena, Ikast Asistență: 1593 Arbitri: Christidi, Papamattheou |

| 21 octombrie 2023 18:00 | RK Krim Mercator | 24 – 24 | Vipers Kristiansand     | Arena Stožice, Ljubljana Asistență: 4000 Arbitri: Budzák, Záhradník |
| 21 octombrie 2023 18:00 | Radičević 6      | (15–9)  | Knedlíková, Viahireva 6 | Arena Stožice, Ljubljana Asistență: 4000 Arbitri: Budzák, Záhradník |
| 21 octombrie 2023 18:00 | 3× 1×            | Raport  | 6× 1×                   | Arena Stožice, Ljubljana Asistență: 4000 Arbitri: Budzák, Záhradník |

| 22 octombrie 2023 16:00 | Team Esbjerg | 27 – 23 | FTC-Rail Cargo Hungaria | Blue Water Dokken, Esbjerg Asistență: 2550 Arbitri: Hatipoğlu, Şimşek |
| 22 octombrie 2023 16:00 | Breistøl 6   | (14–11) | Lekić 7                 | Blue Water Dokken, Esbjerg Asistență: 2550 Arbitri: Hatipoğlu, Şimşek |
| 22 octombrie 2023 16:00 | 2×           | Raport  | 3× 2×                   | Blue Water Dokken, Esbjerg Asistență: 2550 Arbitri: Hatipoğlu, Şimşek |

| 22 octombrie 2023 16:00 | Metz Handball | 33 – 22 | CS Rapid București | Les Arènes de Metz, Metz Asistență: 3953 Arbitri: Praštalo, Balvan |
| 22 octombrie 2023 16:00 | Jørgensen 11  | (16–10) | Janjušević 4       | Les Arènes de Metz, Metz Asistență: 3953 Arbitri: Praštalo, Balvan |
| 22 octombrie 2023 16:00 | 4×            | Raport  | 5× 1×              | Les Arènes de Metz, Metz Asistență: 3953 Arbitri: Praštalo, Balvan |

| 28 octombrie 2023 16:00 | MKS Zagłębie Lubin | 24 – 36 | Team Esbjerg | Hala widowiskowo-sportowa RCS, Lubin Asistență: 2722 Arbitri: Weijmans, Wolbertus |
| 28 octombrie 2023 16:00 | Kochaniak-Sala 6   | (14–17) | Møller 7     | Hala widowiskowo-sportowa RCS, Lubin Asistență: 2722 Arbitri: Weijmans, Wolbertus |
| 28 octombrie 2023 16:00 | 2×                 | Raport  | 2×           | Hala widowiskowo-sportowa RCS, Lubin Asistență: 2722 Arbitri: Weijmans, Wolbertus |

| 28 octombrie 2023 17:00 | CS Rapid București | 27 – 22 | RK Krim Mercator | Sala Sporturilor, Mioveni Asistență: 1600 Arbitri: Altmar, Horváth |
| 28 octombrie 2023 17:00 | O. Kanor 5         | (15–13) | Radičević 8      | Sala Sporturilor, Mioveni Asistență: 1600 Arbitri: Altmar, Horváth |
| 28 octombrie 2023 17:00 | 5× 2×              | Raport  | 2×               | Sala Sporturilor, Mioveni Asistență: 1600 Arbitri: Altmar, Horváth |

| 28 octombrie 2023 18:00 | FTC-Rail Cargo Hungaria | 37 – 36 | Ikast Håndbold | ÉRD Aréna, Érd Asistență: 2200 Arbitri: Sekulić, Jovandić |
| 28 octombrie 2023 18:00 | Klujber 11              | (20–17) | Jeřábková 9    | ÉRD Aréna, Érd Asistență: 2200 Arbitri: Sekulić, Jovandić |
| 28 octombrie 2023 18:00 | 4× 1×                   | Raport  | 5× 2×          | ÉRD Aréna, Érd Asistență: 2200 Arbitri: Sekulić, Jovandić |

| 29 octombrie 2023 16:00 | Vipers Kristiansand | 34 – 36 | Metz Handball | Aquarama, Kristiansand Asistență: 1579 Arbitri: Tzaferopoulos, Bethmann |
| 29 octombrie 2023 16:00 | Viahireva 8         | (17–14) | Bouktit 13    | Aquarama, Kristiansand Asistență: 1579 Arbitri: Tzaferopoulos, Bethmann |
| 29 octombrie 2023 16:00 | 4× 2×               | Raport  | 2×            | Aquarama, Kristiansand Asistență: 1579 Arbitri: Tzaferopoulos, Bethmann |

| 11 noiembrie 2023 16:00 | FTC-Rail Cargo Hungaria | 35 – 22 | MKS Zagłębie Lubin | ÉRD Aréna, Érd Asistență: 1477 Arbitri: Braseth, Sundet |
| 11 noiembrie 2023 16:00 | Lekić 9                 | (12–8)  | Górna, Grzyb 4     | ÉRD Aréna, Érd Asistență: 1477 Arbitri: Braseth, Sundet |
| 11 noiembrie 2023 16:00 | 4× 1×                   | Raport  | 3×                 | ÉRD Aréna, Érd Asistență: 1477 Arbitri: Braseth, Sundet |

| 12 noiembrie 2023 15:00 | CS Rapid București | 30 – 29 | Vipers Kristiansand | Sala Polivalentă, București Asistență: 4000 Arbitri: Duplîi, Pobedrina |
| 12 noiembrie 2023 15:00 | Buceschi 6         | (10–13) | Abbingh, Arcos 6    | Sala Polivalentă, București Asistență: 4000 Arbitri: Duplîi, Pobedrina |
| 12 noiembrie 2023 15:00 | 3× 1×              | Raport  | 2× 1×               | Sala Polivalentă, București Asistență: 4000 Arbitri: Duplîi, Pobedrina |

| 12 noiembrie 2023 16:00 | RK Krim Mercator | 22 – 28 | Metz Handball          | Arena Stožice, Ljubljana Asistență: 3850 Arbitri: Hansen, Madsen |
| 12 noiembrie 2023 16:00 | Stanko 5         | (10–14) | Jørgensen, Valentini 7 | Arena Stožice, Ljubljana Asistență: 3850 Arbitri: Hansen, Madsen |
| 12 noiembrie 2023 16:00 | 3×               | Raport  | 2× 1×                  | Arena Stožice, Ljubljana Asistență: 3850 Arbitri: Hansen, Madsen |

| 12 noiembrie 2023 16:00 | Ikast Håndbold | 34 – 35 | Team Esbjerg    | IBF Arena, Ikast Asistență: 1488 Arbitri: Bolic, Hurich |
| 12 noiembrie 2023 16:00 | Jeřábková 8    | (16–18) | Mørk, Reistad 8 | IBF Arena, Ikast Asistență: 1488 Arbitri: Bolic, Hurich |
| 12 noiembrie 2023 16:00 | 3× 1×          | Raport  | 1×              | IBF Arena, Ikast Asistență: 1488 Arbitri: Bolic, Hurich |

| 18 noiembrie 2023 18:00 | Vipers Kristiansand | 35 – 30 | CS Rapid București | Aquarama, Kristiansand Asistență: 1629 Arbitri: Thiyagarajah, Thiyagarajah |
| 18 noiembrie 2023 18:00 | Knedlíková 8        | (18–14) | Fernández 6        | Aquarama, Kristiansand Asistență: 1629 Arbitri: Thiyagarajah, Thiyagarajah |
| 18 noiembrie 2023 18:00 | 3×                  | Raport  | 3×                 | Aquarama, Kristiansand Asistență: 1629 Arbitri: Thiyagarajah, Thiyagarajah |

| 19 noiembrie 2023 14:00 | MKS Zagłębie Lubin | 23 – 35 | FTC-Rail Cargo Hungaria | Hala widowiskowo-sportowa RCS, Lubin Asistență: 3002 Arbitri: Vranes, Wenninger |
| 19 noiembrie 2023 14:00 | Kochaniak-Sala 11  | (15–18) | Lekić, Márton 7         | Hala widowiskowo-sportowa RCS, Lubin Asistență: 3002 Arbitri: Vranes, Wenninger |
| 19 noiembrie 2023 14:00 | 3×                 | Raport  | 3×                      | Hala widowiskowo-sportowa RCS, Lubin Asistență: 3002 Arbitri: Vranes, Wenninger |

| 19 noiembrie 2023 16:00 | Team Esbjerg | 37 – 34 | Ikast Håndbold | Blue Water Dokken, Esbjerg Asistență: 2477 Arbitri: Altmár, Horváth |
| 19 noiembrie 2023 16:00 | Breistøl 12  | (18–14) | Bakkerud 9     | Blue Water Dokken, Esbjerg Asistență: 2477 Arbitri: Altmár, Horváth |
| 19 noiembrie 2023 16:00 | 4×           | Raport  | 2× 1×          | Blue Water Dokken, Esbjerg Asistență: 2477 Arbitri: Altmár, Horváth |

| 19 noiembrie 2023 16:00 | Metz Handball          | 40 – 31 | RK Krim Mercator | Les Arènes de Metz, Metz Asistență: 4302 Arbitri: Sekulić, Jovandić |
| 19 noiembrie 2023 16:00 | Jørgensen, Valentini 8 | (20–12) | Radičević 10     | Les Arènes de Metz, Metz Asistență: 4302 Arbitri: Sekulić, Jovandić |
| 19 noiembrie 2023 16:00 | 2×                     | Raport  | 5×               | Les Arènes de Metz, Metz Asistență: 4302 Arbitri: Sekulić, Jovandić |

| 6 ianuarie 2024 16:00 | Team Esbjerg | 32 – 26 | MKS Zagłębie Lubin | Blue Water Dokken, Esbjerg Asistență: 2358 Arbitri: Sîrbu, Serdiuc |
| 6 ianuarie 2024 16:00 | Reistad 6    | (19–11) | Michalak 7         | Blue Water Dokken, Esbjerg Asistență: 2358 Arbitri: Sîrbu, Serdiuc |
| 6 ianuarie 2024 16:00 | 2×           | Raport  | 4×                 | Blue Water Dokken, Esbjerg Asistență: 2358 Arbitri: Sîrbu, Serdiuc |

| 6 ianuarie 2024 18:00 | RK Krim Mercator | 25 – 24 | CS Rapid București | Arena Stožice, Ljubljana Asistență: 3500 Arbitri: Barysas, Petrušis |
| 6 ianuarie 2024 18:00 | Grbić 6          | (11–12) | Korsós 8           | Arena Stožice, Ljubljana Asistență: 3500 Arbitri: Barysas, Petrušis |
| 6 ianuarie 2024 18:00 | 2× 1×            | Raport  | 1×                 | Arena Stožice, Ljubljana Asistență: 3500 Arbitri: Barysas, Petrušis |

| 7 ianuarie 2024 14:00 | Ikast Håndbold | 28 – 28 | FTC-Rail Cargo Hungaria | IBF Arena, Ikast Asistență: 1533 Arbitri: Duplîi, Pobedrina |
| 7 ianuarie 2024 14:00 | Bakkerud 5     | (17–16) | Lekić 10                | IBF Arena, Ikast Asistență: 1533 Arbitri: Duplîi, Pobedrina |
| 7 ianuarie 2024 14:00 | 4× 1×          | Raport  | 4× 1×                   | IBF Arena, Ikast Asistență: 1533 Arbitri: Duplîi, Pobedrina |

| 7 ianuarie 2024 16:00 | Metz Handball | 31 – 29 | Vipers Kristiansand | Les Arènes de Metz, Metz Asistență: 4776 Arbitri: Hatipoğlu, Şimşek |
| 7 ianuarie 2024 16:00 | Jørgensen 9   | (13–14) | Viahireva 7         | Les Arènes de Metz, Metz Asistență: 4776 Arbitri: Hatipoğlu, Şimşek |
| 7 ianuarie 2024 16:00 | 3× 1×         | Raport  | 3× 2×               | Les Arènes de Metz, Metz Asistență: 4776 Arbitri: Hatipoğlu, Şimşek |

| 13 ianuarie 2024 16:00 | FTC-Rail Cargo Hungaria | 28 – 33 | Team Esbjerg | ÉRD Aréna, Érd Asistență: 1900 Arbitri: Doicinov, Gorețov |
| 13 ianuarie 2024 16:00 | Cvijić, Klujber 6       | (16–15) | Mørk 11      | ÉRD Aréna, Érd Asistență: 1900 Arbitri: Doicinov, Gorețov |
| 13 ianuarie 2024 16:00 | 2× 1×                   | Raport  | 2×           | ÉRD Aréna, Érd Asistență: 1900 Arbitri: Doicinov, Gorețov |

| 13 ianuarie 2024 18:00 | Vipers Kristiansand  | 29 – 23 | RK Krim Mercator | Aquarama, Kristiansand Asistență: 1432 Arbitri: Lovin, Stancu |
| 13 ianuarie 2024 18:00 | Roberts, Viahireva 7 | (14–12) | Dmitrieva 7      | Aquarama, Kristiansand Asistență: 1432 Arbitri: Lovin, Stancu |
| 13 ianuarie 2024 18:00 | 2×                   | Raport  | 4× 1×            | Aquarama, Kristiansand Asistență: 1432 Arbitri: Lovin, Stancu |

| 14 ianuarie 2024 14:00 | MKS Zagłębie Lubin | 26 – 35 | Ikast Håndbold | Hala widowiskowo-sportowa RCS, Lubin Asistență: 2209 Arbitri: Vujačić, Kažanegra |
| 14 ianuarie 2024 14:00 | Górna 7            | (15–21) | Scaglione 7    | Hala widowiskowo-sportowa RCS, Lubin Asistență: 2209 Arbitri: Vujačić, Kažanegra |
| 14 ianuarie 2024 14:00 | 2×                 | Raport  | 2×             | Hala widowiskowo-sportowa RCS, Lubin Asistență: 2209 Arbitri: Vujačić, Kažanegra |

| 14 ianuarie 2024 17:00 | CS Rapid București  | 31 – 34 | Metz Handball | Sala Polivalentă, București Asistență: 4300 Arbitri: Antić, Jakovljević |
| 14 ianuarie 2024 17:00 | Fernández, Korsós 7 | (18–16) | Bouktit 12    | Sala Polivalentă, București Asistență: 4300 Arbitri: Antić, Jakovljević |
| 14 ianuarie 2024 17:00 | 2×                  | Raport  | 2× 1×         | Sala Polivalentă, București Asistență: 4300 Arbitri: Antić, Jakovljević |

| 20 ianuarie 2024 18:00 | FTC-Rail Cargo Hungaria | 26 – 28 | RK Krim Mercator   | ÉRD Aréna, Érd Asistență: 2000 Arbitri: Juranović, Mrvica |
| 20 ianuarie 2024 18:00 | Klujber 8               | (14–17) | Dmitrieva, Grbić 9 | ÉRD Aréna, Érd Asistență: 2000 Arbitri: Juranović, Mrvica |
| 20 ianuarie 2024 18:00 | 5× 1×                   | Raport  | 5× 1×              | ÉRD Aréna, Érd Asistență: 2000 Arbitri: Juranović, Mrvica |

| 21 ianuarie 2024 14:00 | Ikast Håndbold | 30 – 29 | CS Rapid București | IBF Arena, Ikast Asistență: 1677 Arbitri: Weijmans, Wolbertus |
| 21 ianuarie 2024 14:00 | Jeřábková 10   | (16–15) | Janjušević 11      | IBF Arena, Ikast Asistență: 1677 Arbitri: Weijmans, Wolbertus |
| 21 ianuarie 2024 14:00 | 4× 2×          | Raport  | 5×                 | IBF Arena, Ikast Asistență: 1677 Arbitri: Weijmans, Wolbertus |

| 21 ianuarie 2024 14:00 | MKS Zagłębie Lubin | 24 – 30 | Metz Handball | Hala widowiskowo-sportowa RCS, Lubin Asistență: 1509 Arbitri: Bočáková, Jánošíková |
| 21 ianuarie 2024 14:00 | Górna 6            | (10–15) | Grijseels 9   | Hala widowiskowo-sportowa RCS, Lubin Asistență: 1509 Arbitri: Bočáková, Jánošíková |
| 21 ianuarie 2024 14:00 | 5×                 | Raport  | 4× 1×         | Hala widowiskowo-sportowa RCS, Lubin Asistență: 1509 Arbitri: Bočáková, Jánošíková |

| 21 ianuarie 2024 16:00 | Team Esbjerg | 32 – 37 | Vipers Kristiansand | Blue Water Dokken, Esbjerg Asistență: 2527 Arbitri: Metalari, Nikolovski |
| 21 ianuarie 2024 16:00 | Mørk 7       | (15–21) | Knedlíková 11       | Blue Water Dokken, Esbjerg Asistență: 2527 Arbitri: Metalari, Nikolovski |
| 21 ianuarie 2024 16:00 | 2×           | Raport  | 5× 1×               | Blue Water Dokken, Esbjerg Asistență: 2527 Arbitri: Metalari, Nikolovski |

| 3 februarie 2024 18:00 | Vipers Kristiansand | 28 – 24 | MKS Zagłębie Lubin | Aquarama, Kristiansand Asistență: 1591 Arbitri: Pagh, Thygesen |
| 3 februarie 2024 18:00 | Viahireva 7         | (15–10) | Przywara 7         | Aquarama, Kristiansand Asistență: 1591 Arbitri: Pagh, Thygesen |
| 3 februarie 2024 18:00 | 1×                  | Raport  | 3× 1×              | Aquarama, Kristiansand Asistență: 1591 Arbitri: Pagh, Thygesen |

| 3 februarie 2024 18:00 | RK Krim Mercator | 28 – 34 | Ikast Håndbold | Arena Stožice, Ljubljana Asistență: 4730 Arbitri: Antić, Jakovljević |
| 3 februarie 2024 18:00 | Lazović 6        | (15–18) | Jeřábková 11   | Arena Stožice, Ljubljana Asistență: 4730 Arbitri: Antić, Jakovljević |
| 3 februarie 2024 18:00 | 3×               | Raport  | 4× 1×          | Arena Stožice, Ljubljana Asistență: 4730 Arbitri: Antić, Jakovljević |

| 4 februarie 2024 16:00 | Metz Handball | 36 – 31 | Team Esbjerg | Les Arènes de Metz, Metz Asistență: 4525 Arbitri: Barysas, Petrušis |
| 4 februarie 2024 16:00 | Bouktit 8     | (20–17) | Mørk 8       | Les Arènes de Metz, Metz Asistență: 4525 Arbitri: Barysas, Petrušis |
| 4 februarie 2024 16:00 | 5×            | Raport  | 4× 1×        | Les Arènes de Metz, Metz Asistență: 4525 Arbitri: Barysas, Petrušis |

| 4 februarie 2024 17:00 | CS Rapid București | 20 – 23 | FTC-Rail Cargo Hungaria | Sala Polivalentă, București Asistență: 4500 Arbitri: Mata, López |
| 4 februarie 2024 17:00 | Janjušević 7       | (11–16) | Bölk 8                  | Sala Polivalentă, București Asistență: 4500 Arbitri: Mata, López |
| 4 februarie 2024 17:00 | 2× 1×              | Raport  | 3× 1×                   | Sala Polivalentă, București Asistență: 4500 Arbitri: Mata, López |

| 10 februarie 2024 16:00 | MKS Zagłębie Lubin | 21 – 24 | CS Rapid București | Hala widowiskowo-sportowa RCS, Lubin Asistență: 2221 Arbitri: Doicinov, Gorețov |
| 10 februarie 2024 16:00 | Michalak 6         | (15–13) | Korsós 6           | Hala widowiskowo-sportowa RCS, Lubin Asistență: 2221 Arbitri: Doicinov, Gorețov |
| 10 februarie 2024 16:00 | 7× 1×              | Raport  | 3× 1×              | Hala widowiskowo-sportowa RCS, Lubin Asistență: 2221 Arbitri: Doicinov, Gorețov |

| 10 februarie 2024 16:00 | FTC-Rail Cargo Hungaria | 27 – 35 | Vipers Kristiansand | ÉRD Aréna, Érd Asistență: 1600 Arbitri: Carmaux, Mursch |
| 10 februarie 2024 16:00 | Klujber 10              | (13–17) | Viahireva 9         | ÉRD Aréna, Érd Asistență: 1600 Arbitri: Carmaux, Mursch |
| 10 februarie 2024 16:00 | 3× 2×                   | Raport  | 1×                  | ÉRD Aréna, Érd Asistență: 1600 Arbitri: Carmaux, Mursch |

| 10 februarie 2024 18:00 | Team Esbjerg | 29 – 21 | RK Krim Mercator | Blue Water Dokken, Esbjerg Asistență: 2407 Arbitri: Duplîi, Pobedrina |
| 10 februarie 2024 18:00 | Mørk 7       | (19–7)  | Dmitrieva 10     | Blue Water Dokken, Esbjerg Asistență: 2407 Arbitri: Duplîi, Pobedrina |
| 10 februarie 2024 18:00 | 4×           | Raport  | 4× 1×            | Blue Water Dokken, Esbjerg Asistență: 2407 Arbitri: Duplîi, Pobedrina |

| 11 februarie 2024 14:00 | Ikast Håndbold | 35 – 34 | Metz Handball | IBF Arena, Ikast Asistență: 2051 Arbitri: Thiyagarajah, Thiyagarajah |
| 11 februarie 2024 14:00 | Jeřábková 11   | (18–16) | Bouktit 8     | IBF Arena, Ikast Asistență: 2051 Arbitri: Thiyagarajah, Thiyagarajah |
| 11 februarie 2024 14:00 | 2×             | Raport  | 4× 1×         | IBF Arena, Ikast Asistență: 2051 Arbitri: Thiyagarajah, Thiyagarajah |

| 17 februarie 2024 16:00 | Metz Handball | 25 – 24 | FTC-Rail Cargo Hungaria | Les Arènes de Metz, Metz Asistență: 4451 Arbitri: Weijmans, Wolbertus |
| 17 februarie 2024 16:00 | Bouktit 6     | (14–9)  | Klujber 8               | Les Arènes de Metz, Metz Asistență: 4451 Arbitri: Weijmans, Wolbertus |
| 17 februarie 2024 16:00 | 4×            | Raport  | 7× 1×                   | Les Arènes de Metz, Metz Asistență: 4451 Arbitri: Weijmans, Wolbertus |

| 17 februarie 2024 18:00 | RK Krim Mercator | 32 – 19 | MKS Zagłębie Lubin | Arena Stožice, Ljubljana Asistență: 4000 Arbitri: Merisi, Pepe |
| 17 februarie 2024 18:00 | Dmitrieva 9      | (18–10) | Michalak 6         | Arena Stožice, Ljubljana Asistență: 4000 Arbitri: Merisi, Pepe |
| 17 februarie 2024 18:00 | 4× 1×            | Raport  | 3×                 | Arena Stožice, Ljubljana Asistență: 4000 Arbitri: Merisi, Pepe |

| 17 februarie 2024 18:00 | Vipers Kristiansand | 31 – 32 | Ikast Håndbold       | Aquarama, Kristiansand Asistență: 1458 Arbitri: Lončar, Lončar |
| 17 februarie 2024 18:00 | Viahireva 8         | (16–14) | Iversen, Lindqvist 6 | Aquarama, Kristiansand Asistență: 1458 Arbitri: Lončar, Lončar |
| 17 februarie 2024 18:00 | 6× 1×               | Raport  | 4× 1×                | Aquarama, Kristiansand Asistență: 1458 Arbitri: Lončar, Lončar |

| 18 februarie 2024 17:00 | CS Rapid București  | 24 – 33 | Team Esbjerg | Sala Sporturilor, Mioveni Asistență: 2160 Arbitri: Ilieva, Karbeska |
| 18 februarie 2024 17:00 | O. Kanor, Kassoma 5 | (10–14) | Reistad 8    | Sala Sporturilor, Mioveni Asistență: 2160 Arbitri: Ilieva, Karbeska |
| 18 februarie 2024 17:00 | 2×                  | Raport  | 2× 1×        | Sala Sporturilor, Mioveni Asistență: 2160 Arbitri: Ilieva, Karbeska |